# Funció de Weierstrass

Gràfica de la funció de Weierstrass a l'interval [−2, 2]. La funció té un comportament fractal: cada zoom (cercle vermell) és semblant a la gràfica global.

En matemàtiques, la funció de Weierstrass és un exemple patològic d'una funció real. Aquesta funció té la propietat que és contínua a tot arreu però no és derivable enlloc. Rep aquest nom en honor del seu descobridor Karl Weierstrass. Històricament, la funció de Weierstrass és important, perquè va ser el primer exemple publicat d'una funció que desmenteix la noció que tota funció contínua havia de ser derivable excepte en un conjunt de punts aïllats.

## Construcció de la funció de Weierstrass
A l'article original de Weierstrass, la funció es definia com 
{\displaystyle f(x)=\sum _{n=0}^{\infty }a^{n}\cos(b^{n}\pi x),}
on {\displaystyle 0<a<1}, {\displaystyle b} és un enter senar positiu, i 
{\displaystyle ab>1+{\frac {3}{2}}\pi .}
Aquesta construcció, conjuntament amb la demostració que no és derivable enlloc, va ser donada per primer cop per Weierstrass en un article presentat a la 'Königliche Akademie der Wissenschaften' el 18-07-1872.
La demostració que aquesta funció és contínua a tot arreu és elemental. Donat que els termes de la sèrie infinita que la defineix són fitats pels termes de la successió {\displaystyle \pm a^{n}}i la sèrie que es forma amb els termes d'aquesta successió és convergent per a {\displaystyle 0<a<1}, la convergència uniforme d'aquesta sèrie està garantida pel Test M de Weierstrass amb {\displaystyle M_{n}=a^{n}}. Com que cada suma parcial és contínua i el límit uniforme d'una funció contínua és continu, {\displaystyle f} és contínua.
Per a demostrar que no és derivable enlloc, es considera un punt arbitrari {\displaystyle x\in {\mathbb {R} }} i es demostra que la funció no és derivable en aquest punt. Per a fer-ho, es construeixen dues successions de punts {\displaystyle x_{n}} i {\displaystyle x'_{n}} que són totes dues convergents cap a x, i tenen la propietat de que
{\displaystyle \lim \inf {\frac {f(x_{n})-f(x)}{x_{n}-x}}>\lim \sup {\frac {f(x'_{n})-f(x)}{x'_{n}-x}}.}
Ingènuament, es podria esperar que una funció contínua hagués de tenir una derivada, o que el conjunt de punts on no fos derivable hagués de ser 'petit' en algun sentit. Segons en Weierstrass en el seu article, els matemàtics anteriors, incloent-hi Gauss sovint havien suposat que això era cert. Això devia ser degut al fet que és difícil de dibuixar o visualitzar una funció contínua tal que el conjunt de punts on no és derivable sigui altra cosa que un conjunt finit de punts. Resultats anàlegs existeixen per a classes de funcions amb exigències més estrictes en el comportament pel que fa a continuïtat, per exemple les funcions Lipschitz contínues, per a les quals el conjunt de punts on no és derivable ha de tenir una mesura de Lebesgue nul·la. Quan es dibuixa la gràfica d'una funció contínua qualsevol, normalment el que es dibuixa és una funció que és Lipschitz contínua i que té altres propietats atractives.
La funció de Weierstrass es podria descriure com un dels fractals més antics, tot i que aquest terme no es va fer servir fins molt més tard. La funció té detall a tots els nivells, així en ampliar un bocí de la corba no es presenta esdevenint cada cop més i més propera a una línia recta. Sinó que entre qualsevol parell de punts, no importa com estiguin de propers entre ells, la funció no serà monòtona.
Kenneth Falconer en el seu llibre 'The Geometry of Fractal Sets' (La Geometria dels Conjunts Fractls), observa que la dimensió de Hausdorff-Bezikóvitx de la funció de Weierstrass clàssica és fitada per damunt per {\displaystyle {\frac {\log a}{\log b+2}}}, (on a i b són les constants de la construcció de més amunt) i generalment es creu que és exactament aquest valor, però això no ha estat demostrat rigorosament.
El terme funció de Weierstrass sovint és emprat en anàlisi real per a funcions amb propietats i sistema de construcció similars als de l'exemple original de Weierstrass. Per exemple, la funció cosinus, es pot substituir en la sèrie infinita per una funció lineal a trossos fent ziga-zaga. En G.H. Hardy ha demostrat que la funció construïda així no és derivable enlloc si {\displaystyle 0<a<1}, {\displaystyle ab\geq 1} (Hardy G.H., Weierstrass's nondifferentiable function, Trans - Amer. Math. Soc, 17(1916), 301-325).

## Densitat de les funcions no derivables enlloc
Resulta que la funció de Weierstrass està lluny de ser un exemple aïllat: tot i que és "patològic", també és "típic" de les funcions contínues:
- En un sentit topològic: es pot demostrar que el conjunt de les funcions reals en [0, 1] no derivables enlloc és un conjunt dens en l'espai vectorial C([0, 1]; R) de totes les funcions reals contínues en [0, 1] amb la topologia de la convergència uniforme.
- En el sentit de la Teoria de la mesura: quan l'espai C([0, 1]; R) és dotat de la mesura clàssica de Wiener γ, el conjunt de funcions que són derivables en un o més punts de [0, 1] té γ-mesura zero. Això és cert fins i tot si es prenen "llesques" de dimensió finita de C([0, 1]; R): el conjunts de les funcions que no són derivables enlloc formen un subconjunt prevalent de C([0, 1]; R).